# James Grieve
Pour les articles homonymes, voir Grieve.

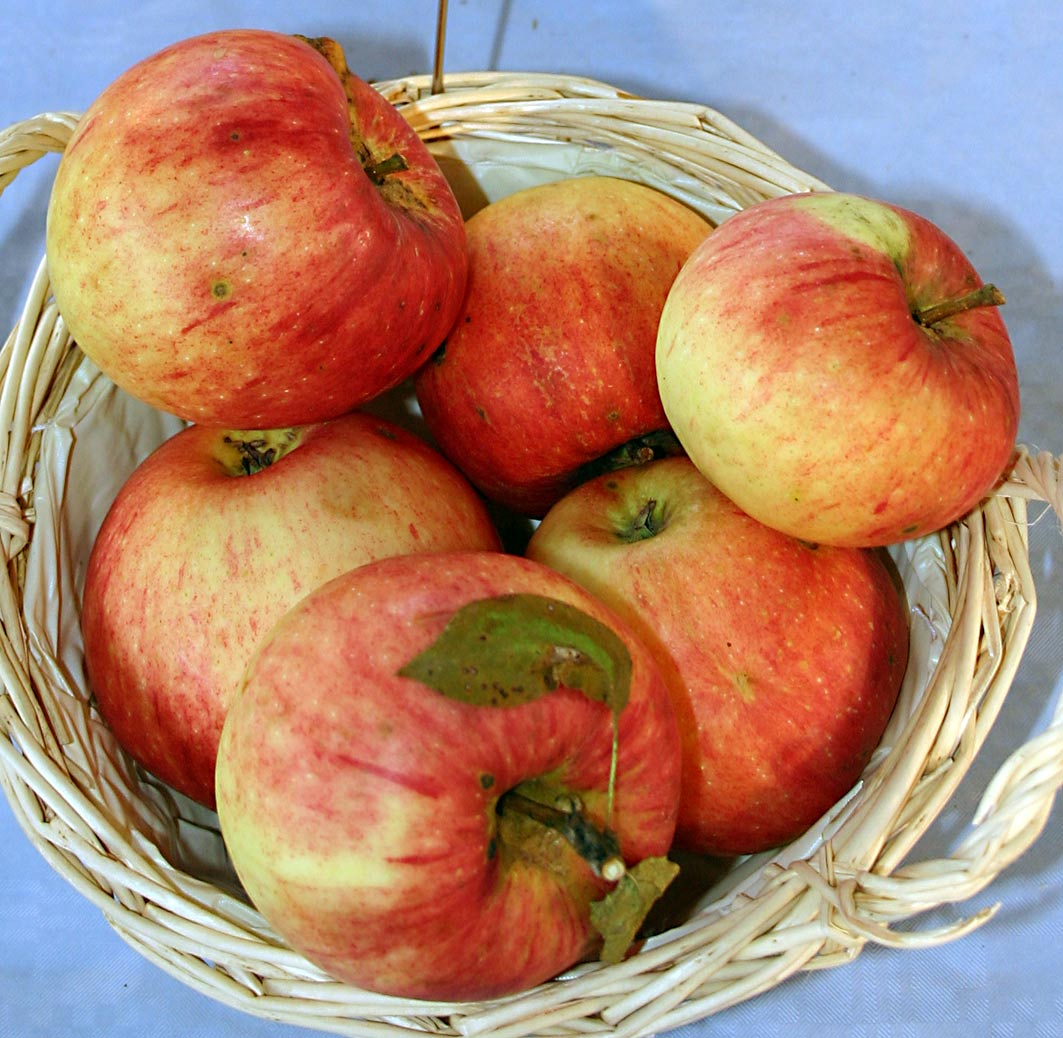
Pommes James Grieve

James Grieve est le nom d'un cultivar de pommier domestique.

## Description
La James Grieve est une pomme savoureuse, juteuse. D'abord acide, elle s'adoucit avec la maturation de la pomme en septembre puis la chair se ramollit dès la mi-octobre. En cueillette précoce, cela donne de très bonnes pommes cuites ou à couteau. 

## Origine
Vieille variété de pomme qui doit son nom à son créateur, James Grieve.

Elle a été obtenue vers 1890 à Édimbourg, en Écosse.

## Pollinisation
Variété diploïde.
Groupe de floraison: B.
Partiellement auto-fertile, cette variété est pollinisée par Transparente blanche, McIntosh, Idared, Pomme cloche, Cox Orange, Reine des Reinettes, Golden Delicious, Elstar ou Gloster 69.
C'est aussi un très bon pollinisateur pour d'autres variétés de pommier.
S-génotype: S5S8

## Parenté
Variété issue du croisement de Pott’s Seedling ou Cox's Orange Pippin avec une autre variété inconnue.
Descendants:
- Jamba
- Lord Lambourne
- Reglindis, variété multirésistante
- Remo, variété multirésistante

## Résistances et susceptibilités
Ce cultivar est fort sensible au feu bactérien, raison pour laquelle il est interdit de multiplication et plantation en France.
Fruit sujet aux taches amères.
Sensible aux pucerons.

## Culture
La James Grieve était autrefois cultivée dans toute l'Europe mais cette variété ne supporte pas bien les conditions de transport moderne car elle marque assez facilement. Elle n'est donc plus cultivée et appréciée que par les amateurs pour leur consommation personnelle.
Le pommier 'James Grieve' est un arbre faible mais facile d'entretien. Précoce et très fertile, il n'est pas sujet à l'alternance.
Il apprécie les terrains plutôt humides et il arrive que ses fruits tombent en abondance en cas de forte chaleur.
Les semis de pépin de 'James Grieve' sont réputés hériter de la précocité de mise à fruit de cette variété.
Les susceptibilités de cette variété aux maladies en font un mauvais choix pour les jardins familiaux et il faut lui préférer ses descendants résistants ou multirésistants.